# David Rodger
David Marsden Rodger –conocido como Dave Rodger– (Hamilton, 18 de junio de 1955) es un deportista neozelandés que compitió en remo.
Participó en dos Juegos Olímpicos de Verano en los años 1976 y 1984, obteniendo una medalla de bronce en Montreal 1976 en la prueba de ocho con timonel. Ganó seis medallas en el Campeonato Mundial de Remo entre los años 1974 y 1983.

## Palmarés internacional
| Juegos Olímpicos   | Juegos Olímpicos          | Juegos Olímpicos  | Juegos Olímpicos   |
| Año                | Lugar                     | Medalla           | Prueba             |
| ------------------ | ------------------------- | ----------------- | ------------------ |
| 1976               | Montreal (Canadá)         | Medalla de bronce | Ocho con timonel   |
| Campeonato Mundial |                           |                   |                    |
| Año                | Lugar                     | Medalla           | Prueba             |
| 1974               | Lucerna (Suiza)           | Medalla de bronce | Ocho con timonel   |
| 1975               | Nottingham (Reino Unido)  | Medalla de bronce | Ocho con timonel   |
| 1977               | Ámsterdam (Países Bajos)  | Medalla de plata  | Cuatro sin timonel |
| 1978               | Cambridge (Nueva Zelanda) | Medalla de bronce | Ocho con timonel   |
| 1982               | Lucerna (Suiza)           | Medalla de oro    | Ocho con timonel   |
| 1983               | Duisburgo (RFA)           | Medalla de oro    | Ocho con timonel   |